# Кіберлі
Кі́берлі (рос. Киберли, чув. Кĕперлĕ Кӳлхĕрри) — присілок у складі Вурнарського району Чувашії, Росія. Входить до складу Буртасинського сільського поселення.
Населення — 56 осіб (2010; 74 у 2002).
Національний склад:
- чуваші — 100 %